# 岡崎慎司
岡崎 慎司（おかざき しんじ、1986年4月16日 - ）は、兵庫県宝塚市出身の元プロサッカー選手、サッカー指導者。現役時代のポジションはフォワード。元日本代表。現在はドイツ6部リーグのFCバサラ・マインツで監督を務める。
日本代表得点ランキングで歴代3位、出場数で4位の記録保持者。
イングリッシュプレミアリーグのレスター・シティFCでは、2016年にジェイミー・ヴァーディやリヤド・マフレズらと、クラブ創設132年で初のプレミアリーグ優勝という歴史的なメンバーの一員となった。レスターはリーグの常勝メガクラブに選手層も資金力も劣る小さな規模のチームであり、奇跡の優勝とされた。ブックメーカーがシーズン前につけた賭け率は5001倍だった。
1.FSVマインツ05では欧州主要リーグのリーグ戦日本人最多得点（15点）を記録した。

## プロ入り前
1986年に宝塚市で生まれた。母は元テニス選手で、高校時代にインターハイにおいてダブルスおよび団体戦優勝を経験している。
宝塚市立丸橋小学校2年生の時に兄に影響されサッカーを始めた。小学校5年生の10月で、宝塚市から三田市に移住した。中学の時はクラブチームの宝塚ジュニアFCと三田市立けやき台中学校のサッカー部でプレーし県選抜に選ばれた。中学卒業後は兵庫県の強豪である滝川第二高校に進学した。1年時からレギュラーを獲得し全国高校選手権では3年の兄・嵩弘と2トップを組んでベスト4に入った。3年目の全国大会ではキャプテンを務め、同期の木島悠、1年後輩の森島康仁と攻撃陣を形成していた。2年後輩には金崎夢生がいる。

## クラブ経歴

### 清水エスパルス
2005年の高校卒業時、神戸と清水の2クラブから声を掛けられたが、「レベルの高いところでプレーしたい」という本人の意向から、清水エスパルスに加入。加入当時の長谷川健太監督による評価は「FW8人の中で8番目」であった。2006年元日の天皇杯決勝で公式戦初先発。サテライトで着実に結果を残し、2007年シーズンにはトップチームで主にMFとして起用され、リーグ戦で5得点を決めた。
2008年シーズン序盤は途中交代での出場が多かったが、短い出場時間の中で得点をあげ、シーズン途中からはFWの軸として先発で起用されるようになり、目標としていた年間10得点を記録し、清水のエースと目されるようになった。
2009年は新加入のフローデ・ヨンセンがFWの軸となり、岡崎はFWまたはサイドハーフで起用され、リーグ戦全34試合を含め公式戦41試合に出場した。またJリーグアウォーズでは、清水からは10年振りとなるJリーグベストイレブン選出を果たした他、優秀新人賞を受賞し、新人王の受賞資格を得たが、既にプロ5年目で十分な実績を持つ岡崎の選出は物議を醸し、新人王選出基準の見直しが行われるきっかけとなった。
2010年はJ1第2節山形戦において、後半43分にシーズン初得点をあげた直後、相手選手と交錯し肘が口を直撃して前歯二本が根本から折れ曲がり負傷退場し次節も欠場するが、リーグ戦31試合に出場し13得点を挙げた。

### VfBシュトゥットガルト

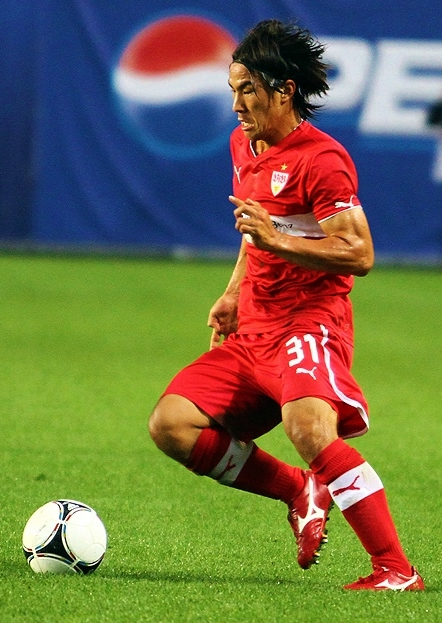
VfBシュトゥットガルト時代（2012年）

2011年1月30日、ドイツ・ブンデスリーガのVfBシュトゥットガルトが推定年俸130万ユーロ（1億4500万円）の3年半契約で岡崎を完全移籍で獲得したと発表した（代理人スポーツコンサルティングジャパン ロベルト佃）。しかし、清水との契約期間中は「2011年1月31日」までであり、清水は契約の詳細も含め何も聞いておらず、代理人のロベルト佃とも連絡が取れていなかった。シュトゥットガルトがドイツサッカー協会を通じて行なった岡崎の国際移籍証明書発行依頼では、シュトゥットガルトとの契約開始日が「2011年1月31日」と記載されていたため、清水は「2011年1月31日」までは岡崎との契約期間中であることを日本サッカー協会（JFA）を通して、シュトゥットガルトおよびドイツサッカー協会に対して、移籍証明書発行依頼の記載内容が誤りではないかと照会。同時にシュトゥットガルトにFIFA規則第18-3項第1文及び第2文にあたる所属クラブへの事前通告無く規約違反にあたるなどの問題点があったことから、清水は国際サッカー連盟（FIFA）の規則に違反していると主張し、JFAから国際移籍証明書が発行されなかった ため、ブンデスリーガ・デビュー戦と見られていた2月12日の1.FCニュルンベルク戦には出場することが出来なかった。
同年2月17日、FIFAの裁定により、暫定登録という形で、UEFAヨーロッパリーグの出場が可能となりベンフィカ戦に左MFでフル出場デビュー。2月20日、ブンデスリーガ第23節バイエル・レバークーゼン戦で先発出場し、ブンデスリーガデビューを飾った。それ以降スタメンに定着するも、残留争いの渦中にあったチーム事情により、守備に奔走することが多かったため、なかなか得点を決められなかったが、豊富な運動量と献身的な守備を発揮することで、岡崎加入前まで降格圏をさまよっていたチームは調子を上げていき最終節を待たずに残留を決めた5月6日のハノーファー96戦では決勝点となるブンデスリーガ初ゴールを決めた。最終節のバイエルン・ミュンヘン戦でも得点を挙げチームの1部残留に貢献した（日本人がバイエルン戦で得点を挙げたのは高原直泰以来）。
2011-12シーズンは、主に左MFで起用され前半戦は3得点を挙げたが、サブに回ることも多かった。後半戦は2月に3試合連続得点を記録し、2012年2月19日のハノーファー戦で決めたバイシクルシュートがドイツのテレビ番組で2月の月間最優秀ゴールに選出された。しかし、以降は怪我もあり2桁得点には届かなかった。2012-13シーズンは、リーグ戦わずか1得点にとどまった。

### 1.FSVマインツ05
2013年6月25日、1.FSVマインツ05に3年契約で完全移籍。移籍金は150万ユーロとされる。シーズン当初はシュツットガルト時代と同じく左サイドハーフで起用されていたが、第10節のアイントラハト・ブラウンシュヴァイク戦で1トップとしてスタメン出場すると、ドイツに渡って以来自身初のマルチゴールを記録した（UEFAヨーロッパリーグでは以前にステアウア・ブカレスト戦で記録）。12月21日、第17節のハンブルガーSV戦では2ゴール1アシストの活躍を見せ、ブンデスリーガの公式HPでは、三度目のマン・オブ・ザ・マッチに選出された。1月6日、ドイツ誌の『キッカー』はブンデスリーガのポジション別ランキングのFW部門で、前半戦を16試合8ゴールで終えた岡崎を8位に選出した。4月19日、ドルトムント戦で香川真司がドルトムント時代の2011-12シーズンに記録したブンデスリーガの日本人最多得点記録となる13得点に並び、4月26日のニュルンベルク戦で日本人最多得点記録を更新。最終節の5月10日のハンブルガーSV戦でも得点を重ね、最終的にマインツのクラブタイ記録、清水時代を含めても自身のキャリアハイとなる15点までシーズン得点を伸ばし、2013-14シーズンを終えた。またこの活躍によってドイツオンラインメディアSPOXによる年間ベストイレブンにも選出された。
2014-15シーズンのリーグ開幕戦SCパーダーボルン07では1得点をあげてドイツ誌の『キッカー』のマン・オブ・ザ・マッチに選ばれた。第3節のヘルタ・ベルリン戦では2得点を決め、この得点で奥寺康彦の日本人のブンデスリーガ最多得点記録を更新した。第25節のFCアウクスブルク戦ではシーズン10得点目を挙げ、2シーズン連続の2桁得点をあげた。第29節SCフライブルク戦では2得点をあげるなど、最終的にリーグ8位タイとなる12得点を決めた。

### レスター・シティFC
2015年6月26日、イングランド・プレミアリーグのレスター・シティFCに移籍金13億円4年契約で移籍。同年8月8日の開幕節サンダーランドAFC戦で2トップの一角として先発出場を果たすと、8月15日に行われたプレミアリーグ第2節の敵地ウェストハム戦にてプレミアリーグ初ゴールを決めた。1月10日に行われたFA杯3回戦トッテナム戦でFA杯初ゴールをあげた。
2016年3月14日のプレミアリーグ第30節ニューカッスル・ユナイテッド戦では、前半25分に本拠地キング・パワー・スタジアムでの初ゴールをオーバーヘッドキックで決め、1-0の勝利をもたらした。そのゴールは世界中で話題となり、イギリスメディア『BBC』のサッカー番組『マッチ・オブ・ザ・デイ』で、3月の月間ベストゴール候補に入り、ファン投票で2位にランクインした。その後も同じポジションのジェイミー・ヴァーディと比べると得点は少ないが、豊富な運動量でチームに貢献し、英放送局『Sky Sports』は「影のヒーロー」と評価している。5月2日に行われた試合で2位のトッテナムが引き分けたため、クラブ創設132年で初のプレミアリーグ優勝という歴史的なメンバーの一員となった。また、岡崎にとってはJリーグ時代やブンデスリーガ時代には獲得出来なかった、初のクラブリーグタイトルとなった。優勝決定の瞬間はヴァーディの自宅でチームメイトと喜び合い、自身のツイッターで「久しぶりに我を失うくらい嬉しくて信じられない気持ちです」とツイートしている。なおこのシーズン岡崎は25試合で途中交代をしており、これはプレミアリーグタイ記録であった。最終戦のチェルシー戦で途中交代すれば記録更新であったが結果はベンチスタートからの途中出場であり更新はならず、岡崎自身は後にこのことを悔やみつつも「今では笑い話」としている。
2016-17シーズン、9月20日のEFLカップ3回戦チェルシーFC戦では、2得点をあげる活躍を見せるもチームは2-4の末敗れた。10月18日、欧州CL第3節のFCコペンハーゲン戦で後半から途中出場してCL初出場を果たした。10月22日、プレミアリーグ第9節のクリスタル・パレス戦ではシーズン初得点を決めた。11月22日、欧州CL第5節のクラブ・ブルージュ戦ではCL初得点を決め、CLの決勝トーナメント進出に貢献した。決勝トーナメントではベスト8に進出するも、アトレティコ・マドリード戦では2試合とも前半で交代し、チームも1-2で敗れて敗退した。5月13日の第37節マンチェスター・シティー戦では、ボレーシュートを決めるもチームは1-2で敗れた。
2017-18シーズン、アーセナルFCとのリーグ開幕戦で新シーズン初得点を決めた。第2節ブライトン戦にて開始52秒で先制点を決め、2試合連続ゴールを記録した。9月19日、カラバオ・カップの3回戦・リヴァプール戦では1得点1アシストの活躍で勝利に貢献した。12月13日、吉田麻也との日本人対決となった第17節のサウサンプトンFC戦ではお互いに先発出場し、2得点をあげる活躍を見せて4連勝に貢献した。なお、対戦相手の吉田も1得点しており、この試合はプレミアリーグの歴史で初めて複数のアジア人選手が得点した試合となった。前半戦で6ゴールを記録するもその後は負傷欠場が続き、2桁得点はならなかった。
2018-19シーズンでは、開幕からレギュラーを掴めなかった。2月に就任したブレンダン・ロジャーズ監督のシステムの下では出場機会に恵まれず、シーズン終了後に契約満了によりレスターを退団すると本人が明言した。

### マラガCF
2019年7月30日、セグンダ・ディビシオンに所属するマラガCFに1年契約での入団が発表された。しかし、マラガがリーグの定める選手年俸総額を超えていたため岡崎の選手登録ができず、9月2日に契約を解除した。

### SDウエスカ
2019年9月4日、セグンダ・ディビシオンに所属するSDウエスカに1年契約（延長オプション付き）で入団した。背番号は「12」。9月8日、第4節のスポルティング・デ・ヒホン戦で途中出場からスペインデビューを果たした。9月28日、第8節のジローナFC戦で移籍後初ゴールを決めた。2020年2月23日、第29節のラージョ戦では、ヘディングによる得点がVAR介入によって取り消され、シーズン7度目となるゴール取り消しになった。2月29日、第30節のエストレマドゥーラ戦ではリーグ戦初の1試合2得点を決めた。7月2日、第37節のラス・パルマス戦でも得点を決め、スペイン1年目で二桁得点を達成した。7月17日のCDヌマンシア戦ではヒールキックでシーズン12点目のゴールを決めチームの勝利に貢献。そして、7月20日の最終節スポルティング・デ・ヒホン戦での勝利により首位に浮上し、逆転でのセグンダ優勝を果たした。岡崎自身はリーグ戦12得点を記録し、チーム得点王として優勝に大きく貢献。シーズン終了後に行われたSNSでファン・サポーターが選ぶクラブ年間最優秀選手 とヌマンシア戦のヒールでのゴールがウエスカ年間最優秀ゴールに選ばれた。7月25日、ウエスカと1年間の契約延長に合意した。
2020-21シーズン、第12節のグラナダ戦で、プリメーラ初ゴールを約35mのループシュートで決めた。このゴールで、リーガ公式ツイッターの12節ベストゴールに選出されたほか、前週の武藤嘉紀に続いて、3つの欧州主要リーグで得点した2人目の日本人選手となった。2021年2月7日、第22節のレアル・マドリード戦では、裏への抜け出しからハビ・ガランに合わせて先制点となる初アシストを記録したが、チームは1-2で敗れた。

### FCカルタヘナ
2021年8月31日、FCカルタヘナへ加入することが発表された。9月12日、第5節のレアル・オビエド戦で移籍後初出場。10月10日、第9節のUDイビサ戦でヘディングで移籍後初ゴールを挙げた。シーズン序盤は、左右のウイングや中盤で試合に出場していたが、「FWで勝負し続けたい」という気持ちがあり、「3番手でもいいからFWでプレーしたい」と監督にお願いした。その結果、シーズン後半はFWで3番手扱いとなり、出場時間も短くなった。岡崎自身は「それはそれでもちろん悔しさはあります。だけど、すごくすっきりしていた。練習ではカルタヘナの試合に出ている選手たちよりいいプレーができている感覚もあったし、ポジティブにサッカーができていて、コンディションを含め、チャンスさえもらえればまだできる、という手ごたえがあったんです」と話している。このシーズン、リーグ戦32試合で2得点。その内スタメン出場は9試合、フル出場は1試合のみとなった。チームは9位で1部昇格はならなかった。

### シント＝トロイデン
2022年8月19日、シント＝トロイデンVVへの加入が発表された。背番号は30。8月24日、第5節のKVオーステンデ戦ではチームメートになった香川真司とともに先発デビューを果たした。 9月17日、第9節のSVズルテ・ワレヘム戦では得意の頭から移籍後初ゴールを決めた。2023年6月28日、シント＝トロイデンVVとの契約延長が発表された。2024年2月26日、今季限りで現役を引退をすることを発表した。引退の理由については「膝のケガが一番」と引退会見で話している。5月17日、ホームラストゲームとなったプレーオフ第9節・OHルーヴェン戦ではスタメン出場し、52分間プレーした。交代時には、両チームの選手が作った花道で送り出された。6月17日、シント＝トロイデンVVのアンバサダーに就任する事を発表した。

## 代表経歴
クラブでの活躍が北京オリンピック代表監督反町康治の目に留まり、7月に北京五輪代表として本大会のメンバーに選出された。同五輪の壮行試合として行われたU-23オーストラリア代表との試合に後半途中から出場し、谷口博之の左クロスをダイビングヘッドで合わせて五輪代表初得点を決め勝利に貢献した。しかし、本大会では無得点に終わった。

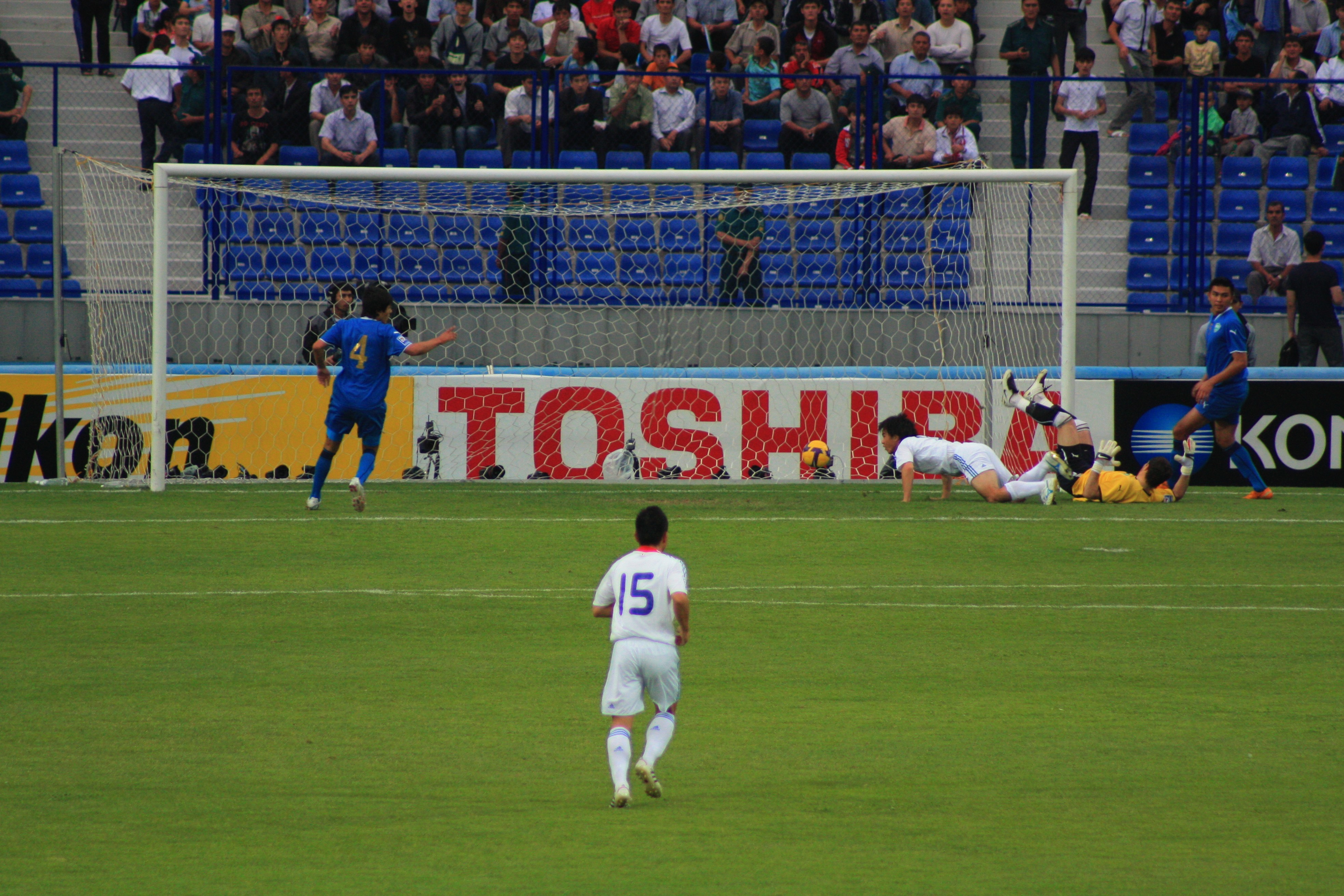
ウズベキスタン戦の岡崎の得点シーン（2009年6月6日）

2008年9月にA代表に初選出され、10月9日のキリンチャレンジカップ・UAE戦にトップ下でスタメン出場しA代表初出場を記録。2009年1月20日アジアカップ予選のイエメン戦で代表初得点を決め、6月6日のW杯アジア最終予選のアウェーウズベキスタン戦では、日本の4大会連続のワールドカップ出場を決める決勝点を挙げた。
10月8日のアジアカップ予選、対香港戦およびその約一週間後に開催されたキリンチャレンジカップのトーゴ戦ではハットトリックを記録した。この年、代表では計16試合に出場し15得点をあげ、国際サッカー歴史統計連盟により世界得点ランキング1位に選出された。
2010年に入ってからは、6月4日の親善試合コートジボワール戦までのA代表全10試合のうち 8試合でスタメンとして起用されたが、3月3日のアジアカップ最終予選バーレーン戦での1得点のみと結果を出せず、ワールドカップ・南アフリカ大会直前になってレギュラーからサブに降格となった。本大会では全4試合に右サイドハーフとして途中出場し、グループリーグ第3戦のデンマーク戦では、後半42分に本田圭佑からのパスを受けてワールドカップでの自身初得点を決め、日本代表の決勝トーナメント進出に貢献した。ワールドカップ後に代表監督に就任したアルベルト・ザッケローニが初めて指揮をとった10月8日のアルゼンチンとの親善試合では決勝点を挙げ1-0での勝利に貢献した。
2011年1月17日のアジアカップグループリーグサウジアラビア戦で代表として自身3度目のハットトリックを達成した。この記録は三浦知良に並び歴代2位タイ。同年3月29日に開催されたチャリティーマッチ「東北地方太平洋沖地震復興支援チャリティーマッチ がんばろうニッポン!」では、本田からのアシストで2点目を決めた。
2013年2月6日のキリンチャレンジカップ・ラトビア戦で、三浦知良の記録を抜く日本代表最速となる代表通算30得点を突破した。
2014年3月5日、国立競技場改装前のニュージーランド戦で2得点をあげ、原博実を抜き歴代3位の38得点となった。同年6月に開催された2014 FIFAワールドカップでは全試合スタメンで起用され、第3戦コロンビア戦では一時同点となるゴールを決めるも、チームは敗れグループリーグ敗退となった。
2015年1月のアジアカップ2015ではパレスチナ戦にてゴールを決めるも、大会を通して岡崎の得点はこの1ゴールに留まった。日本は準々決勝のUAE戦にてPK戦で破れ、ベスト8で敗退した。3月27日、キリンチャレンジカップ・チュニジア戦でA代表90試合目の出場となり、三浦知良の89試合を上回りFWではAマッチ最多出場者となった。
2016年3月29日、2018 FIFAワールドカップ・アジア2次予選シリア戦で日本代表では5人目となる国際Aマッチ100試合出場を達成。その試合で得点は挙げられなかったが、監督のヴァイッド・ハリルホジッチから「岡崎は（ゲームキャプテンの）ご褒美を取る資格がある。」として代表キャプテンの長谷部誠に代わりキャプテンマークを巻き、試合後にはチームメイトから胴上げの祝福を受けた。
2017年3月28日、2018 FIFAワールドカップ・アジア3次予選のタイ戦では代表通算50点目を決めた。代表で50点を決めたのは釜本邦茂、三浦知良に続いて3人目。

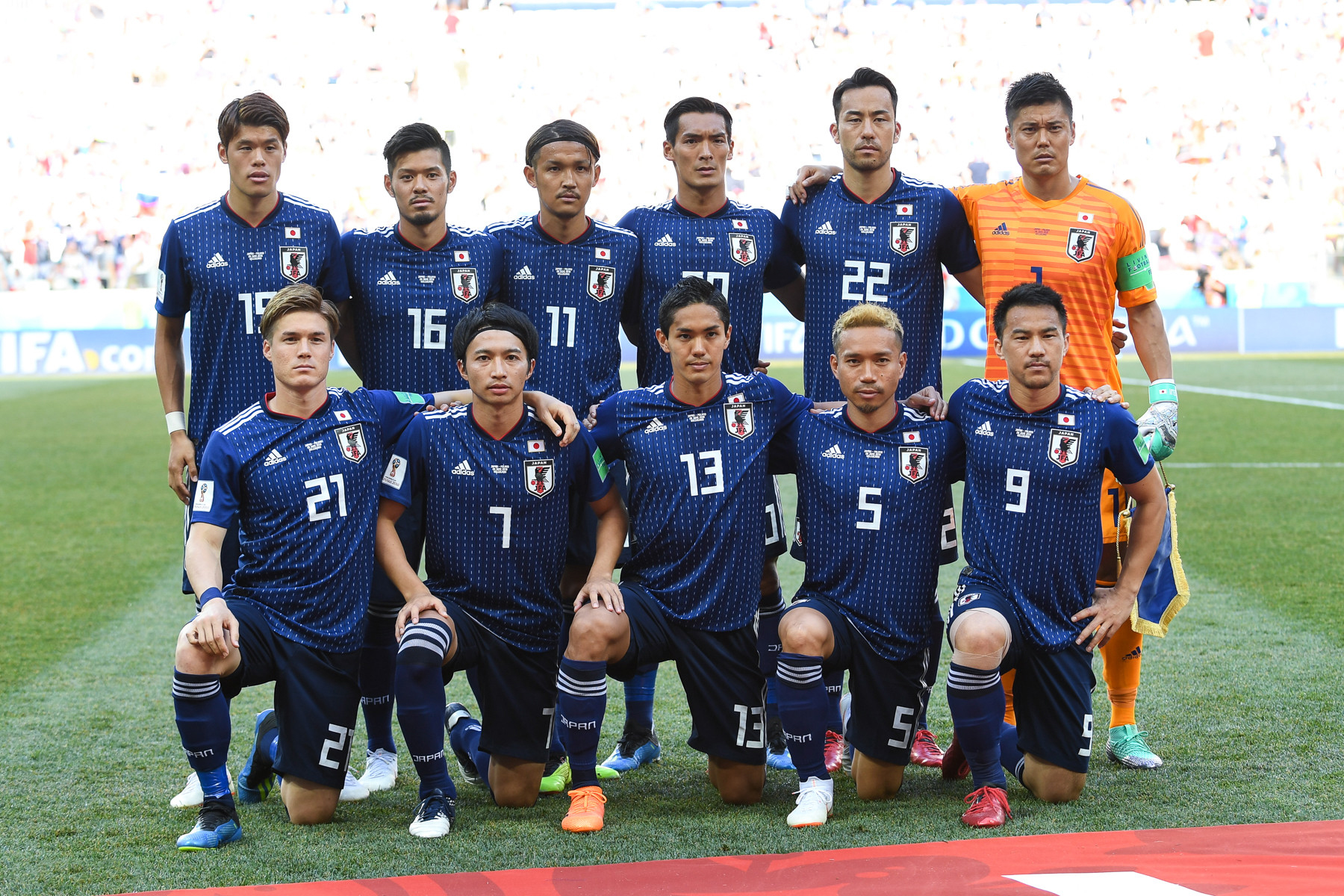
2018年におけるサッカー日本代表

2018年6月、ロシアワールドカップのメンバーに選出され、W杯3大会連続出場を果たす。グループステージ3試合に出場するも得点は挙げられず、3大会連続ゴールは叶わなかった。ベルギー戦の翌日の取材で、周囲の選手が代表からの引退を宣言していることについて聞かれると「日本のために力を尽くしたいという気持ちは変わらない」と語り、自ら代表を引退する考えはないことを明かした。
2019年5月23日、キリンチャレンジカップのメンバーに選出され、森保一体制での代表初招集となった。翌24日には、コパ・アメリカ2019のメンバーに選出された。大会では、東京五輪世代中心で構成された若手メンバーの中、第2戦のウルグアイ戦や第3戦のエクアドル戦では得点に絡んだ。しかし、チームはグループリーグで敗退となり、自身もエクアドル戦では、シュート0本で終えるなどノーゴールで大会を去った。

## 指導者として
2024年6月17日、引退会見でドイツリーグ6部に属する自身が立ち上げたクラブチームFCバサラ・マインツで監督業をスタートする事を発表した。

## プレースタイル
オフ・ザ・ボールの動きで勝負し、ワンタッチでゴールを決めるタイプのストライカー。一瞬でDFラインの裏に抜け出してのシュートも得意とし、ダイビングヘッドなど泥臭くゴールを狙うプレーもいとわない。
運動量と質が高く、前線からの激しいチェイシングなど、守備能力も高く、フォワードの他にウイング、トップ下およびサイドハーフもこなす。また動きの質が高くそれによりチームに貢献する。
以前は自他共に認める鈍足だったが、バルセロナ五輪に100mで出場経験のあるフィジカルトレーナー、杉本龍勇(岡崎がエスパルスでプレーしていた時のフィジカルトレーナーであり、2015年現在も個人契約を結んでいる)の指導により走り方の改善を行い、出足の鋭さを手に入れた。フィジカル的な強さやキレも増してきている。
レスター時代のブレンダン・ロジャーズ監督による評価は「まず人間として非常に素晴らしい。正直で、連日のハードワークを自分に課し、それを素晴らしいエネルギーと情熱でこなす。相手に蹴られても、すぐに笑顔で立ちあがるしね。そして常にピッチで全力を尽くす。英国では『タンクを空っぽにする』というのが、全力を尽くす人間の例えだが、彼こそまさにタンクを空っぽにする男だった。練習場でも常にタンクを空っぽにするまで走った。」とし、「短い間だったが、彼と一緒にやれたことは私にとっても喜びだった」と語っている。

## 人物・エピソード
- 2008年7月に入籍し、翌年1月には第1子が誕生している。2011年1月21日のアジアカップ2011・カタール戦の香川真司の1点目のゴール（岡崎のループシュートを香川が押し込んだ）の際、この日生まれた第2子の誕生をゆりかごダンスで祝った[80]。
- 宝塚ジュニアFC時代のコーチからプロ入り直前に送られた「一生ダイビングヘッド」という言葉を座右の銘としている[81][82]。
- 尊敬する選手は同様のプレースタイルで知られる中山雅史であり[83]、代表通算得点で中山に並んだ際には「どれだけ得点を決めてもゴンさん（中山）は超えられません」と語った[84]。ちなみに、岡崎が日本代表で得点を挙げた試合は2011年1月17日のサウジアラビア戦の時点で13試合全勝であった[85] が、2011年9月6日のウズベキスタン戦での引き分けで連勝記録は止まった。
- 2014年8月14日、ドイツ11部リーグに「FC BASARA MAINZ(FCバサラ・マインツ)」を設立し、スーパーアドバイザーに就任した。設立後は、5年連続で昇格を果たし、2020年時点でドイツ6部リーグに所属している[86]。
- 2014年11月、自身が代表を務めるサッカースクール「マイスターサッカースクール」を開校。2022年12月12日、2023年シーズンから関西サッカーリーグ1部で戦う予定だったFC EASY 02明石とチーム譲渡契約を結び、FC BASARA HYOGOに改称、将来のJリーグ入会を目指すことが報じられた[87]。
- 2015年3月31日に行われたウズベキスタン戦で後半9分に得点を挙げ、後半35分に柴崎岳が相手GKが上がった無人のゴールにロングシュートを決めた。その場面で柴崎のロングシュートを相手DFが必死にクリアしようとしていたが、岡崎が相手DFをブロックし柴崎のゴールにした。岡崎は「いいシュートだったし、歓声も聞こえてきたので『触ったらよくないな』と」「自分もそうだけど、ゴールを決めるか、決めないかがバロメーターになる。(柴崎にとって)次のモチベーションになればと思った」[88] と語り、監督のハリルホジッチは「岡崎はボールに付いていったけど、得点を取らなかった。あれはスペクタクル（壮大）」と岡崎を絶賛した[89]。しかし、岡崎は4月2日の自身のブログで、あのプレーに関して後悔はしていないが「予想外にDFが後ろから来ていて、そして、想定外のスライディングで僕の足も絡まった。一歩間違えれば怪我していたと思う」と述べている[90]。
- 2017年1月、「FOX SPORTS」の選定する「アジアの象徴的スポーツ選手5名」にマニー・パッキャオ（ボクシング）、サチン・テンドルカール（クリケット）、李娜（テニス）、丁俊暉（ビリヤード）と共に選ばれた[91]。
- 2019年8月にマラガCFに加入した際、スペインの有力紙ムンド・デポルティーボが選ぶ「2019 -20シーズンの2部リーグで注目すべき11人の選手」に、香川真司、柴崎岳、ハビ・フエゴ、ルイス・アドビンクラ、サムエル・ソーサらと共に選出された[92]。
- 2020年4月、イギリスメディアの選ぶ21世紀の日本代表ベスト11に選ばれ、その際には「日本サッカーの“記念碑”とも呼べるCFだ」と評された[93]。
- 2020年4月。英メディア『90min』は、レスター・シティの「偉大なる歴代ストライカーTOP25」という企画トップ10に選出している[94]。
- レスターで同僚だったクリスティアン・フックスと仲が良く、フックスは2020年に新型コロナウイルスが流行した際、「ロックダウンのときに一緒に過ごしたい選手は？」という質問にロベルト・フートと岡崎の名前を挙げた。その理由はいつも笑顔で周りも笑顔にしてくれる、饒舌ではないが楽しい人物であるからとしている[95]。フックスは岡崎がレスターから退団する際も「これから誰とストレッチをすればいい？」と岡崎との別れを惜しんだ[96]。

## 所属クラブ
ユース経歴
- 宝塚ジュニアFC
- 2002年 - 2004年 滝川第二高等学校

プロ経歴
- 2005年 - 2010年  清水エスパルス
- 2011年1月 - 2013年6月  VfBシュトゥットガルト
- 2013年6月 - 2015年  1.FSVマインツ05
- 2015年 - 2019年  レスター・シティFC
- 2019年7月 - 同年9月  マラガCF
- 2019年9月 - 2021年5月  SDウエスカ
- 2021年8月 - 2022年6月  FCカルタヘナ
- 2022年8月 - 2024年6月  シント＝トロイデンVV

## 個人成績
| 国内大会個人成績 | 国内大会個人成績   | 国内大会個人成績 | 国内大会個人成績 | 国内大会個人成績 | 国内大会個人成績 | 国内大会個人成績 | 国内大会個人成績 | 国内大会個人成績 | 国内大会個人成績 | 国内大会個人成績 | 国内大会個人成績 |
| 年度             | クラブ             | 背番号           | リーグ           | リーグ戦         | リーグ戦         | リーグ杯         | リーグ杯         | オープン杯       | オープン杯       | 期間通算         | 期間通算         |
| 年度             | クラブ             | 背番号           | リーグ           | 出場             | 得点             | 出場             | 得点             | 出場             | 得点             | 出場             | 得点             |
| 日本             | 日本               | 日本             | 日本             | リーグ戦         | リーグ戦         | リーグ杯         | リーグ杯         | 天皇杯           | 天皇杯           | 期間通算         | 期間通算         |
| ---------------- | ------------------ | ---------------- | ---------------- | ---------------- | ---------------- | ---------------- | ---------------- | ---------------- | ---------------- | ---------------- | ---------------- |
| 2005             | 清水               | 23               | J1               | 1                | 0                | 1                | 0                | 3                | 0                | 5                | 0                |
| 2006             | 清水               | 23               | J1               | 7                | 0                | 2                | 0                | 3                | 0                | 12               | 0                |
| 2007             | 清水               | 23               | J1               | 21               | 5                | 2                | 0                | 2                | 0                | 25               | 5                |
| 2008             | 清水               | 23               | J1               | 27               | 10               | 5                | 0                | 2                | 1                | 34               | 11               |
| 2009             | 清水               | 23               | J1               | 34               | 14               | 4                | 1                | 3                | 2                | 41               | 17               |
| 2010             | 清水               | 23               | J1               | 31               | 13               | 2                | 1                | 4                | 2                | 37               | 16               |
| ドイツ           | ドイツ             | ドイツ           | ドイツ           | リーグ戦         | リーグ戦         | リーグ杯         | リーグ杯         | DFBポカール      | DFBポカール      | 期間通算         | 期間通算         |
| 2010-11          | シュトゥットガルト | 31               | ブンデス1部      | 12               | 2                | -                | -                | -                | -                | 12               | 2                |
| 2011-12          | シュトゥットガルト | 31               | ブンデス1部      | 26               | 7                | -                | -                | 3                | 0                | 29               | 7                |
| 2012-13          | シュトゥットガルト | 31               | ブンデス1部      | 25               | 1                | -                | -                | 6                | 1                | 31               | 2                |
| 2013-14          | マインツ           | 23               | ブンデス1部      | 33               | 15               | -                | -                | 2                | 0                | 35               | 15               |
| 2014-15          | マインツ           | 23               | ブンデス1部      | 32               | 12               | -                | -                | 1                | 1                | 33               | 13               |
| イングランド     | イングランド       | イングランド     | イングランド     | リーグ戦         | リーグ戦         | FLカップ         | FLカップ         | FAカップ         | FAカップ         | 期間通算         | 期間通算         |
| 2015-16          | レスター           | 20               | プレミア         | 36               | 5                | 1                | 0                | 2                | 1                | 39               | 6                |
| 2016-17          | レスター           | 20               | プレミア         | 30               | 3                | 1                | 2                | 2                | 0                | 33               | 5                |
| 2017-18          | レスター           | 20               | プレミア         | 27               | 6                | 2                | 1                | 3                | 0                | 32               | 7                |
| 2018-19          | レスター           | 20               | プレミア         | 21               | 0                | 3                | 0                | 1                | 0                | 25               | 0                |
| スペイン         | スペイン           | スペイン         | スペイン         | リーグ戦         | リーグ戦         | 国王杯           | 国王杯           | オープン杯       | オープン杯       | 期間通算         | 期間通算         |
| 2019-20          | マラガ             | 23               | セグンダ         | -                | -                | -                | -                | -                | -                | 0                | 0                |
| 2019-20          | ウエスカ           | 12               | セグンダ         | 37               | 12               | 1                | 0                | -                | -                | 38               | 12               |
| 2020-21          | ウエスカ           | 12               | プリメーラ       | 25               | 1                | 1                | 0                | -                | -                | 26               | 1                |
| 2021-22          | カルタヘナ         | 16               | セグンダ         | 32               | 2                | 3                | 0                | -                | -                | 35               | 2                |
| ベルギー         | ベルギー           | ベルギー         | ベルギー         | リーグ戦         | リーグ戦         | リーグ杯         | リーグ杯         | ベルギー杯       | ベルギー杯       | 期間通算         | 期間通算         |
| 2022-23          | シント＝トロイデン | 30               | ジュピラー       | 30               | 1                | -                | -                | 2                | 0                | 32               | 1                |
| 2023-24          | シント＝トロイデン | 30               | ジュピラー       | 5                | 0                | -                | -                | 2                | 1                | 7                | 1                |
| 通算             | 日本               | 日本             | J1               | 121              | 42               | 16               | 2                | 17               | 5                | 154              | 49               |
| 通算             | ドイツ             | ドイツ           | ブンデス1部      | 128              | 37               | -                | -                | 12               | 2                | 140              | 39               |
| 通算             | イングランド       | イングランド     | プレミア         | 114              | 14               | 7                | 3                | 5                | 1                | 126              | 18               |
| 通算             | スペイン           | スペイン         | プリメーラ       | 25               | 1                | 1                | 0                | -                | -                | 26               | 1                |
| 通算             | スペイン           | スペイン         | セグンダ         | 69               | 14               | 4                | 0                | -                | -                | 73               | 14               |
| 通算             | ベルギー           | ベルギー         | ジュピラー       | 35               | 1                | -                | -                | 4                | 1                | 39               | 2                |
| 総通算           | 総通算             | 総通算           | 総通算           | 492              | 109              | 28               | 5                | 38               | 9                | 558              | 123              |

その他の公式戦
- 2024年
  - ベルギーリーグ・プレーオフ 2試合0得点

| 国際大会個人成績 | 国際大会個人成績   | 国際大会個人成績 | 国際大会個人成績 | 国際大会個人成績 | 国際大会個人成績 | 国際大会個人成績 |
| 年度             | クラブ             | 背番号           | 出場             | 得点             | 出場             | 得点             |
| UEFA             | UEFA               | UEFA             | UEFA EL          | UEFA EL          | UEFA CL          | UEFA CL          |
| ---------------- | ------------------ | ---------------- | ---------------- | ---------------- | ---------------- | ---------------- |
| 2010-11          | シュトゥットガルト | 31               | 2                | 0                | -                | -                |
| 2012-13          | シュトゥットガルト | 31               | 9                | 2                | -                | -                |
| 2016-17          | レスター           | 20               | -                | -                | 7                | 1                |
| 通算             | UEFA               | UEFA             | 11               | 2                | 7                | 1                |

その他の国際公式戦
- 2012年
  - UEFAヨーロッパリーグ 2012-13 予選プレーオフ 2試合0得点
- 2014年
  - UEFAヨーロッパリーグ 2014-15 予選3回戦 2試合1得点

## 出場大会
- 高校1年生 全国高校サッカー選手権大会 (ベスト4)
- 高校2年生 全国高校総体 (ベスト16)、全国高校サッカー選手権大会 (ベスト4)
- 高校3年生 全国高校総体 ベスト8 (優秀選手選出)、全国高校サッカー選手権大会 兵庫県大会優勝 (全国大会出場)

## 日本代表歴

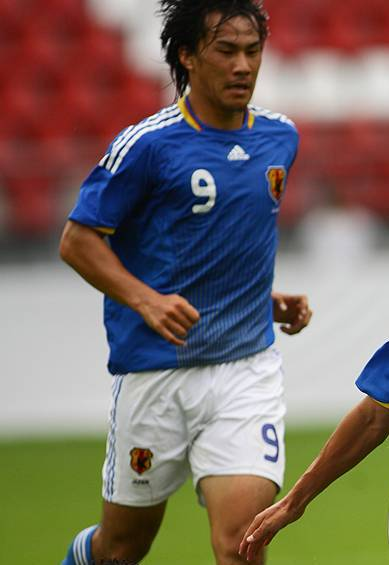
日本代表での岡崎

### 出場大会
- 2008年 - 北京オリンピック (グループリーグ敗退)
- 2010年 - 2010 FIFAワールドカップ (ベスト16)
- 2011年 - AFCアジアカップ2011 (優勝)
- 2013年 - FIFAコンフェデレーションズカップ2013 (グループリーグ敗退)
- 2014年 - 2014 FIFAワールドカップ (グループリーグ敗退)
- 2015年 - AFCアジアカップ2015 (ベスト8)
- 2016年 - キリンカップサッカー2016 (準優勝)
- 2018年 - 2018 FIFAワールドカップ (ベスト16)
- 2019年 - コパ・アメリカ2019 (グループリーグ敗退)

### 試合数
- 国際Aマッチ 119試合 50得点 (2008年 - 2020年)[1]

| 日本代表 | 国際Aマッチ | 国際Aマッチ |
| 年       | 出場        | 得点        |
| -------- | ----------- | ----------- |
| 2008     | 4           | 0           |
| 2009     | 16          | 15          |
| 2010     | 15          | 3           |
| 2011     | 14          | 8           |
| 2012     | 9           | 3           |
| 2013     | 14          | 7           |
| 2014     | 13          | 4           |
| 2015     | 13          | 7           |
| 2016     | 8           | 2           |
| 2017     | 5           | 1           |
| 2018     | 5           | 0           |
| 2019     | 3           | 0           |
| 2020     | 0           | 0           |
| 通算     | 119         | 50          |

### 出場
| No.  | 開催日         | 開催都市             | スタジアム                                     | 対戦相手                 | 結果         | 監督                       | 大会                                   |
| ---- | -------------- | -------------------- | ---------------------------------------------- | ------------------------ | ------------ | -------------------------- | -------------------------------------- |
| 1.   | 2008年10月09日 | 新潟県               | 新潟スタジアム                                 | アラブ首長国連邦         | △1-1         | 岡田武史                   | キリンチャレンジカップ2008             |
| 2.   | 2008年10月15日 | 埼玉県               | 埼玉スタジアム2002                             | ウズベキスタン           | △1-1         | 岡田武史                   | 2010 FIFAワールドカップ・アジア4次予選 |
| 3.   | 2008年11月13日 | 兵庫県               | 御崎公園球技場                                 | シリア                   | ○3-1         | 岡田武史                   | キリンチャレンジカップ2008             |
| 4.   | 2008年11月19日 | ドーハ               | ジャシム・ビン・ハマド・スタジアム             | カタール                 | ○3-0         | 岡田武史                   | 2010 FIFAワールドカップ・アジア4次予選 |
| 5.   | 2009年01月20日 | 熊本県               | 熊本県民総合運動公園陸上競技場                 | イエメン                 | ○2-1         | 岡田武史                   | AFCアジアカップ2011・最終予選          |
| 6.   | 2009年01月28日 | リファー             | バーレーン・ナショナル・スタジアム             | バーレーン               | ●0-1         | 岡田武史                   | AFCアジアカップ2011・最終予選          |
| 7.   | 2009年02月04日 | 東京都               | 国立霞ヶ丘競技場陸上競技場                     | フィンランド             | ○5-1         | 岡田武史                   | キリンチャレンジカップ2009             |
| 8.   | 2009年02月11日 | 神奈川県             | 横浜国際総合競技場                             | オーストラリア           | △0-0         | 岡田武史                   | 2010 FIFAワールドカップ・アジア4次予選 |
| 9.   | 2009年03月28日 | 埼玉県               | 埼玉スタジアム2002                             | バーレーン               | ○1-0         | 岡田武史                   | 2010 FIFAワールドカップ・アジア4次予選 |
| 10.  | 2009年05月27日 | 大阪府               | 長居陸上競技場                                 | チリ                     | ○4-0         | 岡田武史                   | キリンカップサッカー2009               |
| 11.  | 2009年05月31日 | 東京都               | 国立霞ヶ丘競技場陸上競技場                     | ベルギー                 | ○4-0         | 岡田武史                   | キリンカップサッカー2009               |
| 12.  | 2009年06月06日 | タシケント           | パフタコール・マルカジイ・スタジアム           | ウズベキスタン           | ○1-0         | 岡田武史                   | 2010 FIFAワールドカップ・アジア4次予選 |
| 13.  | 2009年06月10日 | 神奈川県             | 横浜国際総合競技場                             | カタール                 | △1-1         | 大木武（代行）             | 2010 FIFAワールドカップ・アジア4次予選 |
| 14.  | 2009年06月17日 | メルボルン           | メルボルン・クリケット・グラウンド             | オーストラリア           | ●1-2         | 岡田武史                   | 2010 FIFAワールドカップ・アジア4次予選 |
| 15.  | 2009年09月05日 | エンスヘーデ         | デ・フロルーシュ・フェステ                     | オランダ                 | ●0-3         | 岡田武史                   | 国際親善試合                           |
| 16.  | 2009年09月09日 | ユトレヒト           | スタディオン・ハルヘンワールト                 | ガーナ                   | ○4-3         | 岡田武史                   | 国際親善試合                           |
| 17.  | 2009年10月08日 | 静岡県               | 静岡市清水日本平運動公園球技場                 | 香港                     | ○6-0         | 岡田武史                   | AFCアジアカップ2011・最終予選          |
| 18.  | 2009年10月14日 | 宮城県               | 宮城スタジアム                                 | トーゴ                   | ○5-0         | 岡田武史                   | キリンチャレンジカップ2009             |
| 19.  | 2009年11月14日 | ポート・エリザベス   | ネルソン・マンデラ・ベイ・スタジアム           | 南アフリカ共和国         | △0-0         | 岡田武史                   | 国際親善試合                           |
| 20.  | 2009年11月18日 | 香港                 | 香港スタジアム                                 | 香港                     | ○4-0         | 岡田武史                   | AFCアジアカップ2011・最終予選          |
| 21.  | 2010年02月02日 | 大分県               | 大分スポーツ公園総合競技場                     | ベネズエラ               | △0-0         | 岡田武史                   | キリンチャレンジカップ2010             |
| 22.  | 2010年02月06日 | 東京都               | 東京スタジアム                                 | 中華人民共和国           | △0-0         | 岡田武史                   | 東アジアサッカー選手権2010             |
| 23.  | 2010年02月14日 | 東京都               | 国立霞ヶ丘競技場陸上競技場                     | 韓国                     | ●1-3         | 岡田武史                   | 東アジアサッカー選手権2010             |
| 24.  | 2010年03月03日 | 愛知県               | 豊田スタジアム                                 | バーレーン               | ○2-0         | 岡田武史                   | AFCアジアカップ2011・最終予選          |
| 25.  | 2010年04月07日 | 大阪府               | 長居陸上競技場                                 | セルビア                 | ●0-3         | 岡田武史                   | キリンチャレンジカップ2010             |
| 26.  | 2010年05月24日 | 埼玉県               | 埼玉スタジアム2002                             | 韓国                     | ●0-2         | 岡田武史                   | キリンチャレンジカップ2010             |
| 27.  | 2010年05月30日 | グラーツ             | UPCアレーナ                                    | イングランド             | ●1-2         | 岡田武史                   | 国際親善試合                           |
| 28.  | 2010年06月04日 | シオン               | スタッド・ドゥ・トゥールビヨン                 | コートジボワール         | ●0-2         | 岡田武史                   | 国際親善試合                           |
| 29.  | 2010年06月14日 | ブルームフォンテーン | フリー・ステイト・スタジアム                   | カメルーン               | ○1-0         | 岡田武史                   | 2010 FIFAワールドカップ                |
| 30.  | 2010年06月19日 | ダーバン             | モーゼス・マヒダ・スタジアム                   | オランダ                 | ●0-1         | 岡田武史                   | 2010 FIFAワールドカップ                |
| 31.  | 2010年06月24日 | ルステンブルク       | ロイヤル・バフォケン・スタジアム               | デンマーク               | ○3-1         | 岡田武史                   | 2010 FIFAワールドカップ                |
| 32.  | 2010年06月29日 | プレトリア           | ロフタス・ヴァースフェルド・スタジアム         | パラグアイ               | △0-0(PK3-5)  | 岡田武史                   | 2010 FIFAワールドカップ                |
| 33.  | 2010年09月04日 | 神奈川県             | 横浜国際総合競技場                             | パラグアイ               | ○1-0         | 原博実（代行）             | キリンチャレンジカップ2010             |
| 34.  | 2010年09月07日 | 大阪府               | 長居陸上競技場                                 | グアテマラ               | ○2-1         | 原博実（代行）             | キリンチャレンジカップ2010             |
| 35.  | 2010年10月08日 | 埼玉県               | 埼玉スタジアム2002                             | アルゼンチン             | ○1-0         | アルベルト・ザッケローニ   | キリンチャレンジカップ2010             |
| 36.  | 2011年01月09日 | ドーハ               | カタールSCスタジアム                           | ヨルダン                 | △1-1         | アルベルト・ザッケローニ   | AFCアジアカップ2011                    |
| 37.  | 2011年01月13日 | ドーハ               | カタールSCスタジアム                           | シリア                   | ○2-1         | アルベルト・ザッケローニ   | AFCアジアカップ2011                    |
| 38.  | 2011年01月17日 | ライヤーン           | アフメド・ビン＝アリー・スタジアム             | サウジアラビア           | ○5-0         | アルベルト・ザッケローニ   | AFCアジアカップ2011                    |
| 39.  | 2011年01月21日 | ドーハ               | アル・ガラファ・スタジアム                     | カタール                 | ○3-2         | アルベルト・ザッケローニ   | AFCアジアカップ2011                    |
| 40.  | 2011年01月25日 | ドーハ               | アル・ガラファ・スタジアム                     | 韓国                     | △2-2(PK3-0)  | アルベルト・ザッケローニ   | AFCアジアカップ2011                    |
| 41.  | 2011年01月29日 | ライヤーン           | ハリーファ国際スタジアム                       | オーストラリア           | ○1-0(延長)   | アルベルト・ザッケローニ   | AFCアジアカップ2011                    |
| 42.  | 2011年06月01日 | 新潟県               | 新潟スタジアム                                 | ペルー                   | △0-0         | アルベルト・ザッケローニ   | キリンカップサッカー2011               |
| 43.  | 2011年06月07日 | 神奈川県             | 横浜国際総合競技場                             | チェコ                   | △0-0         | アルベルト・ザッケローニ   | キリンカップサッカー2011               |
| 44.  | 2011年08月10日 | 北海道               | 札幌ドーム                                     | 韓国                     | ○3-0         | アルベルト・ザッケローニ   | キリンチャレンジカップ2011             |
| 45.  | 2011年09月02日 | 埼玉県               | 埼玉スタジアム2002                             | 北朝鮮                   | ○1-0         | アルベルト・ザッケローニ   | 2014 FIFAワールドカップ・アジア3次予選 |
| 46.  | 2011年09月06日 | タシケント           | パフタコール・マルカジイ・スタジアム           | ウズベキスタン           | △1-1         | アルベルト・ザッケローニ   | 2014 FIFAワールドカップ・アジア3次予選 |
| 47.  | 2011年10月11日 | 大阪府               | 長居陸上競技場                                 | タジキスタン             | ○8-0         | アルベルト・ザッケローニ   | 2014 FIFAワールドカップ・アジア3次予選 |
| 48.  | 2011年11月11日 | ドゥシャンベ         | パミール・スタジアム                           | タジキスタン             | ○4-0         | アルベルト・ザッケローニ   | 2014 FIFAワールドカップ・アジア3次予選 |
| 49.  | 2011年11月15日 | 平壌                 | 金日成競技場                                   | 北朝鮮                   | ●0-1         | アルベルト・ザッケローニ   | 2014 FIFAワールドカップ・アジア3次予選 |
| 50.  | 2012年02月29日 | 愛知県               | 豊田スタジアム                                 | ウズベキスタン           | ●0-1         | アルベルト・ザッケローニ   | 2014 FIFAワールドカップ・アジア3次予選 |
| 51.  | 2012年05月23日 | 静岡県               | 静岡県小笠山総合運動公園スタジアム             | アゼルバイジャン         | ○2-0         | アルベルト・ザッケローニ   | キリンチャレンジカップ2012             |
| 52.  | 2012年06月03日 | 埼玉県               | 埼玉スタジアム2002                             | オマーン                 | ○3-0         | アルベルト・ザッケローニ   | 2014 FIFAワールドカップ・アジア4次予選 |
| 53.  | 2012年06月08日 | 埼玉県               | 埼玉スタジアム2002                             | ヨルダン                 | ○6-0         | アルベルト・ザッケローニ   | 2014 FIFAワールドカップ・アジア4次予選 |
| 54.  | 2012年06月12日 | ブリスベン           | ブリスベン・スタジアム                         | オーストラリア           | △1-1         | アルベルト・ザッケローニ   | 2014 FIFAワールドカップ・アジア4次予選 |
| 55.  | 2012年08月15日 | 北海道               | 札幌ドーム                                     | ベネズエラ               | △1-1         | アルベルト・ザッケローニ   | キリンチャレンジカップ2012             |
| 56.  | 2012年09月06日 | 新潟県               | 新潟スタジアム                                 | アラブ首長国連邦         | ○1-0         | アルベルト・ザッケローニ   | キリンチャレンジカップ2012             |
| 57.  | 2012年09月11日 | 埼玉県               | 埼玉スタジアム2002                             | イラク                   | ○1-0         | アルベルト・ザッケローニ   | 2014 FIFAワールドカップ・アジア4次予選 |
| 58.  | 2012年11月14日 | マスカット           | スルタン・カーブース・スポーツ・コンプレックス | オマーン                 | ○2-1         | アルベルト・ザッケローニ   | 2014 FIFAワールドカップ・アジア4次予選 |
| 59.  | 2013年02月06日 | 兵庫県               | 御崎公園球技場                                 | ラトビア                 | ○3-0         | アルベルト・ザッケローニ   | キリンチャレンジカップ2013             |
| 60.  | 2013年03月22日 | ライヤーン           | ハリーファ国際スタジアム                       | カナダ                   | ○2-1         | アルベルト・ザッケローニ   | 国際親善試合                           |
| 61.  | 2013年03月26日 | アンマン             | アンマン国際スタジアム                         | ヨルダン                 | ●1-2         | アルベルト・ザッケローニ   | 2014 FIFAワールドカップ・アジア4次予選 |
| 62.  | 2013年06月04日 | 埼玉県               | 埼玉スタジアム2002                             | オーストラリア           | △1-1         | アルベルト・ザッケローニ   | 2014 FIFAワールドカップ・アジア4次予選 |
| 63.  | 2013年06月11日 | ドーハ               | グランド・ハマド・スタジアム                   | イラク                   | ○1-0         | アルベルト・ザッケローニ   | 2014 FIFAワールドカップ・アジア4次予選 |
| 64.  | 2013年06月15日 | ブラジリア           | エスタジオ・ナシオナル・デ・ブラジリア         | ブラジル                 | ●0-3         | アルベルト・ザッケローニ   | FIFAコンフェデレーションカップ2013     |
| 65.  | 2013年06月19日 | レシフェ             | アレナ・ペルナンブーコ                         | イタリア                 | ●3-4         | アルベルト・ザッケローニ   | FIFAコンフェデレーションカップ2013     |
| 66.  | 2013年06月22日 | ベロオリゾンテ       | ミネイロン                                     | メキシコ                 | ●1-2         | アルベルト・ザッケローニ   | FIFAコンフェデレーションカップ2013     |
| 67.  | 2013年08月14日 | 宮城県               | 宮城スタジアム                                 | ウルグアイ               | ●2-4         | アルベルト・ザッケローニ   | キリンチャレンジカップ2013             |
| 68.  | 2013年09月06日 | 大阪府               | 長居陸上競技場                                 | グアテマラ               | ○3-0         | アルベルト・ザッケローニ   | キリンチャレンジカップ2013             |
| 69.  | 2013年10月11日 | ノビサド             | スタディオン・カラジョルジェ                   | セルビア                 | ●0-2         | アルベルト・ザッケローニ   | 国際親善試合                           |
| 70.  | 2013年10月15日 | ミンスク             | トルペド・スタジアム                           | ベラルーシ               | ●0-1         | アルベルト・ザッケローニ   | 国際親善試合                           |
| 71.  | 2013年11月16日 | ヘンク               | クリスタル・アレナ                             | オランダ                 | △2-2         | アルベルト・ザッケローニ   | 国際親善試合                           |
| 72.  | 2013年11月19日 | ブリュッセル         | ボードゥアン国王競技場                         | ベルギー                 | ○3-2         | アルベルト・ザッケローニ   | 国際親善試合                           |
| 73.  | 2014年03月05日 | 東京都               | 国立霞ヶ丘競技場陸上競技場                     | ニュージーランド         | ○4-2         | アルベルト・ザッケローニ   | キリンチャレンジカップ2014             |
| 74.  | 2014年05月27日 | 埼玉県               | 埼玉スタジアム2002                             | キプロス                 | ○1-0         | アルベルト・ザッケローニ   | キリンチャレンジカップ2014             |
| 75.  | 2014年06月02日 | タンパ               | レイモンド・ジェームス・スタジアム             | コスタリカ               | ○3-1         | アルベルト・ザッケローニ   | 国際親善試合                           |
| 76.  | 2014年06月06日 | タンパ               | レイモンド・ジェームス・スタジアム             | ザンビア                 | ○4-3         | アルベルト・ザッケローニ   | 国際親善試合                           |
| 77.  | 2014年06月14日 | レシフェ             | アレナ・ペルナンブーコ                         | コートジボワール         | ●1-2         | アルベルト・ザッケローニ   | 2014 FIFAワールドカップ                |
| 78.  | 2014年06月19日 | ナタール             | アレーナ・ダス・ドゥーナス                     | ギリシャ                 | △0-0         | アルベルト・ザッケローニ   | 2014 FIFAワールドカップ                |
| 79.  | 2014年06月24日 | クイアバ             | アレーナ・パンタナール                         | コロンビア               | ●1-4         | アルベルト・ザッケローニ   | 2014 FIFAワールドカップ                |
| 80.  | 2014年09月05日 | 北海道               | 札幌ドーム                                     | ウルグアイ               | ●0-2         | ハビエル・アギーレ         | キリンチャレンジカップ2014             |
| 81.  | 2014年09月09日 | 神奈川県             | 横浜国際総合競技場                             | ベネズエラ               | △2-2         | ハビエル・アギーレ         | キリンチャレンジカップ2014             |
| 82.  | 2014年10月10日 | 新潟県               | 新潟スタジアム                                 | ジャマイカ               | ○1-0         | ハビエル・アギーレ         | キリンチャレンジカップ2014             |
| 83.  | 2014年10月14日 | シンガポール         | シンガポール・ナショナルスタジアム             | ブラジル                 | ●0-4         | ハビエル・アギーレ         | 国際親善試合                           |
| 84.  | 2014年11月14日 | 愛知県               | 豊田スタジアム                                 | ホンジュラス             | ○6-0         | ハビエル・アギーレ         | キリンチャレンジカップ2014             |
| 85.  | 2014年11月18日 | 大阪府               | 長居陸上競技場                                 | オーストラリア           | ○2-1         | ハビエル・アギーレ         | キリンチャレンジカップ2014             |
| 86.  | 2015年01月12日 | ニューカッスル       | ニューカッスル・スタジアム                     | パレスチナ               | ○4-0         | ハビエル・アギーレ         | AFCアジアカップ2015                    |
| 87.  | 2015年01月16日 | ブリスベン           | ブリスベン・スタジアム                         | イラク                   | ○1-0         | ハビエル・アギーレ         | AFCアジアカップ2015                    |
| 88.  | 2015年01月20日 | メルボルン           | メルボルン・レクタンギュラー・スタジアム       | ヨルダン                 | ○2-0         | ハビエル・アギーレ         | AFCアジアカップ2015                    |
| 89.  | 2015年01月23日 | シドニー             | スタジアム・オーストラリア                     | アラブ首長国連邦         | △1-1 (PK4-5) | ハビエル・アギーレ         | AFCアジアカップ2015                    |
| 90.  | 2015年03月27日 | 大分県               | 大分スポーツ公園総合競技場                     | チュニジア               | ○2-0         | ヴァイッド・ハリルホジッチ | キリンチャレンジカップ2015             |
| 91.  | 2015年03月31日 | 東京都               | 東京スタジアム                                 | ウズベキスタン           | ○5-1         | ヴァイッド・ハリルホジッチ | JALチャレンジカップ                    |
| 92.  | 2015年06月11日 | 神奈川県             | 横浜国際総合競技場                             | イラク                   | ○4-0         | ヴァイッド・ハリルホジッチ | キリンチャレンジカップ2015             |
| 93.  | 2015年06月16日 | 埼玉県               | 埼玉スタジアム2002                             | シンガポール             | △0-0         | ヴァイッド・ハリルホジッチ | 2018 FIFAワールドカップ・アジア2次予選 |
| 94.  | 2015年09月03日 | 埼玉県               | 埼玉スタジアム2002                             | カンボジア               | ○3-0         | ヴァイッド・ハリルホジッチ | 2018 FIFAワールドカップ・アジア2次予選 |
| 95.  | 2015年09月08日 | テヘラン             | アザディ・スタジアム                           | アフガニスタン           | ○6-0         | ヴァイッド・ハリルホジッチ | 2018 FIFAワールドカップ・アジア2次予選 |
| 96.  | 2015年10月08日 | マスカット           | シーブ・スタジアム                             | シリア                   | ○3-0         | ヴァイッド・ハリルホジッチ | 2018 FIFAワールドカップ・アジア2次予選 |
| 97.  | 2015年10月13日 | テヘラン             | アザディ・スタジアム                           | イラン                   | △1-1         | ヴァイッド・ハリルホジッチ | 国際親善試合                           |
| 98.  | 2015年11月17日 | プノンペン           | プノンペン・オリンピックスタジアム             | カンボジア               | ○2-0         | ヴァイッド・ハリルホジッチ | 2018 FIFAワールドカップ・アジア2次予選 |
| 99.  | 2016年03月24日 | 埼玉県               | 埼玉スタジアム2002                             | アフガニスタン           | ○5-0         | ヴァイッド・ハリルホジッチ | 2018 FIFAワールドカップ・アジア2次予選 |
| 100. | 2016年03月29日 | 埼玉県               | 埼玉スタジアム2002                             | シリア                   | ○5-0         | ヴァイッド・ハリルホジッチ | 2018 FIFAワールドカップ・アジア2次予選 |
| 101. | 2016年06月03日 | 愛知県               | 豊田スタジアム                                 | ブルガリア               | ○7-2         | ヴァイッド・ハリルホジッチ | キリンカップサッカー2016               |
| 102. | 2016年06月07日 | 大阪府               | 市立吹田サッカースタジアム                     | ボスニア・ヘルツェゴビナ | ●1-2         | ヴァイッド・ハリルホジッチ | キリンカップサッカー2016               |
| 103. | 2016年09月01日 | 埼玉県               | 埼玉スタジアム2002                             | アラブ首長国連邦         | ●1-2         | ヴァイッド・ハリルホジッチ | 2018 FIFAワールドカップ・アジア3次予選 |
| 104. | 2016年10月06日 | 埼玉県               | 埼玉スタジアム2002                             | イラク                   | ○2-1         | ヴァイッド・ハリルホジッチ | 2018 FIFAワールドカップ・アジア3次予選 |
| 105. | 2016年11月11日 | 茨城県               | 茨城県立カシマサッカースタジアム               | オマーン                 | ○4-0         | ヴァイッド・ハリルホジッチ | キリンチャレンジカップ2016             |
| 106. | 2016年11月15日 | 埼玉県               | 埼玉スタジアム2002                             | サウジアラビア           | ○2-1         | ヴァイッド・ハリルホジッチ | 2018 FIFAワールドカップ・アジア3次予選 |
| 107. | 2017年03月23日 | アル・アイン         | ハッザーア・ビン・ザーイド・スタジアム         | アラブ首長国連邦         | ○2-0         | ヴァイッド・ハリルホジッチ | 2018 FIFAワールドカップ・アジア3次予選 |
| 108. | 2017年03月28日 | 埼玉県               | 埼玉スタジアム2002                             | タイ                     | ○4-0         | ヴァイッド・ハリルホジッチ | 2018 FIFAワールドカップ・アジア3次予選 |
| 109. | 2017年06月07日 | 東京都               | 東京スタジアム                                 | シリア                   | △1-1         | ヴァイッド・ハリルホジッチ | 国際親善試合                           |
| 110. | 2017年08月31日 | 埼玉県               | 埼玉スタジアム2002                             | オーストラリア           | ○2-0         | ヴァイッド・ハリルホジッチ | 2018 FIFAワールドカップ・アジア3次予選 |
| 111. | 2017年09月05日 | ジッダ               | キング・アブドゥッラー・スポーツ・シティ       | サウジアラビア           | ●0-1         | ヴァイッド・ハリルホジッチ | 2018 FIFAワールドカップ・アジア3次予選 |
| 112. | 2018年05月30日 | 神奈川県             | 横浜国際総合競技場                             | ガーナ                   | ●0-2         | 西野朗                     | キリンチャレンジカップ2018             |
| 113. | 2018年06月12日 | インスブルック       | チボリ・シュタディオン                         | パラグアイ               | ○4-2         | 西野朗                     | 国際親善試合                           |
| 114. | 2018年06月19日 | サランスク           | モルドヴィア・アリーナ                         | コロンビア               | ○2-1         | 西野朗                     | 2018 FIFAワールドカップ                |
| 115. | 2018年06月24日 | エカテリンブルク     | エカテリンブルク・アリーナ                     | セネガル                 | △2-2         | 西野朗                     | 2018 FIFAワールドカップ                |
| 116. | 2018年06月28日 | ヴォルゴグラード     | ヴォルゴグラード・アリーナ                     | ポーランド               | ●0-1         | 西野朗                     | 2018 FIFAワールドカップ                |
| 117. | 2019年06月17日 | サンパウロ           | エスタジオ・ド・モルンビー                     | チリ                     | ●0-4         | 森保一                     | コパ・アメリカ2019                     |
| 118. | 2019年06月20日 | ポルト・アレグレ     | アレーナ・ド・グレミオ                         | ウルグアイ               | △2-2         | 森保一                     | コパ・アメリカ2019                     |
| 119. | 2019年06月24日 | ベロオリゾンテ       | ミネイロン                                     | エクアドル               | △1-1         | 森保一                     | コパ・アメリカ2019                     |

### ゴール
| #   | 開催年月日     | 開催地         | スタジアム                                     | 対戦国           | 勝敗 | 試合概要                                |
| --- | -------------- | -------------- | ---------------------------------------------- | ---------------- | ---- | --------------------------------------- |
| 1.  | 2009年1月20日  | 熊本県         | 熊本県民総合運動公園陸上競技場                 | イエメン         | ○2-1 | AFCアジアカップ2011・最終予選           |
| 2.  | 2009年2月4日   | 東京都         | 国立霞ヶ丘競技場                               | フィンランド     | ○5-1 | キリンチャレンジカップ2009              |
| 3.  | 2009年2月4日   | 東京都         | 国立霞ヶ丘競技場                               | フィンランド     | ○5-1 | キリンチャレンジカップ2009              |
| 4.  | 2009年5月27日  | 大阪府         | 大阪長居スタジアム                             | チリ             | ○4-0 | キリンカップサッカー2009                |
| 5.  | 2009年5月27日  | 大阪府         | 大阪長居スタジアム                             | チリ             | ○4-0 | キリンカップサッカー2009                |
| 6.  | 2009年5月31日  | 東京都         | 大阪長居スタジアム                             | ベルギー         | ○4-0 | キリンカップサッカー2009                |
| 7.  | 2009年6月6日   | タシケント     | パフタコール・マルカジイ・スタジアム           | ウズベキスタン   | ○1-0 | 2010 FIFAワールドカップ・アジア最終予選 |
| 8.  | 2009年9月9日   | ユトレヒト     | スタディオン・ハルヘンワールト                 | ガーナ           | ○4-3 | 国際親善試合                            |
| 9.  | 2009年10月8日  | 静岡県         | 静岡市清水日本平運動公園球技場                 | 香港             | ○6-0 | AFCアジアカップ2011・最終予選           |
| 10. | 2009年10月8日  | 静岡県         | 静岡市清水日本平運動公園球技場                 | 香港             | ○6-0 | AFCアジアカップ2011・最終予選           |
| 11. | 2009年10月8日  | 静岡県         | 静岡市清水日本平運動公園球技場                 | 香港             | ○6-0 | AFCアジアカップ2011・最終予選           |
| 12. | 2009年10月14日 | 宮城県         | 宮城スタジアム                                 | トーゴ           | ○5-0 | キリンチャレンジカップ2009              |
| 13. | 2009年10月14日 | 宮城県         | 宮城スタジアム                                 | トーゴ           | ○5-0 | キリンチャレンジカップ2009              |
| 14. | 2009年10月14日 | 宮城県         | 宮城スタジアム                                 | トーゴ           | ○5-0 | キリンチャレンジカップ2009              |
| 15. | 2009年11月18日 | 湾仔区         | 香港スタジアム                                 | 香港             | ○4-0 | AFCアジアカップ2011・最終予選           |
| 16. | 2010年3月3日   | 愛知県         | 豊田スタジアム                                 | バーレーン       | ○2-0 | AFCアジアカップ2011・最終予選           |
| 17. | 2010年6月24日  | ルステンブルク | ロイヤル・バフォケン・スタジアム               | デンマーク       | ○3-1 | 2010 FIFAワールドカップ                 |
| 18. | 2010年10月8日  | 埼玉県         | 埼玉スタジアム2002                             | アルゼンチン     | ○1-0 | キリンチャレンジカップ2010              |
| 19. | 2011年1月17日  | ライヤーン     | アフメド・ビン＝アリー・スタジアム             | サウジアラビア   | ○5-0 | AFCアジアカップ2011                     |
| 20. | 2011年1月17日  | ライヤーン     | アフメド・ビン＝アリー・スタジアム             | サウジアラビア   | ○5-0 | AFCアジアカップ2011                     |
| 21. | 2011年1月17日  | ライヤーン     | アフメド・ビン＝アリー・スタジアム             | サウジアラビア   | ○5-0 | AFCアジアカップ2011                     |
| 22. | 2011年9月6日   | タシケント     | パフタコール・マルカジイ・スタジアム           | ウズベキスタン   | △1-1 | 2014 FIFAワールドカップ・アジア3次予選  |
| 23. | 2011年10月11日 | 大阪府         | 大阪長居スタジアム                             | タジキスタン     | ○8-0 | 2014 FIFAワールドカップ・アジア3次予選  |
| 24. | 2011年10月11日 | 大阪府         | 大阪長居スタジアム                             | タジキスタン     | ○8-0 | 2014 FIFAワールドカップ・アジア3次予選  |
| 25. | 2011年11月11日 | ドゥシャンベ   | パミール・スタジアム                           | タジキスタン     | ○4-0 | 2014 FIFAワールドカップ・アジア3次予選  |
| 26. | 2011年11月11日 | ドゥシャンベ   | パミール・スタジアム                           | タジキスタン     | ○4-0 | 2014 FIFAワールドカップ・アジア3次予選  |
| 27. | 2012年5月23日  | 静岡県         | 静岡県小笠山運動公園スタジアム                 | アゼルバイジャン | ○2-0 | キリンチャレンジカップ2012              |
| 28. | 2012年6月3日   | 埼玉県         | 埼玉スタジアム2002                             | オマーン         | ○3-0 | 2014 FIFAワールドカップ・アジア4次予選  |
| 29. | 2012年11月14日 | マスカット     | スルタン・カーブース・スポーツ・コンプレックス | オマーン         | ○2-1 | 2014 FIFAワールドカップ・アジア4次予選  |
| 30. | 2013年2月6日   | 兵庫県         | 御崎公園球技場                                 | ラトビア         | ○3-0 | キリンチャレンジカップ2013              |
| 31. | 2013年2月6日   | 兵庫県         | 御崎公園球技場                                 | ラトビア         | ○3-0 | キリンチャレンジカップ2013              |
| 32. | 2013年3月22日  | ドーハ         | ハリーファ国際スタジアム                       | カナダ           | ○2-1 | 国際親善試合                            |
| 33. | 2013年6月11日  | ドーハ         | グランド・ハマド・スタジアム                   | イラク           | ○1-0 | 2014 FIFAワールドカップ・アジア4次予選  |
| 34. | 2013年6月19日  | レシフェ       | アレナ・ペルナンブーコ                         | イタリア         | ●3-4 | FIFAコンフェデレーションズカップ2013    |
| 35. | 2013年6月22日  | ベロオリゾンテ | ミネイロン                                     | メキシコ         | ●1-2 | FIFAコンフェデレーションズカップ2013    |
| 36. | 2013年11月19日 | ブリュッセル   | ボードゥアン国王競技場                         | ベルギー         | ○3-2 | 国際親善試合                            |
| 37. | 2014年3月5日   | 東京都         | 国立霞ヶ丘競技場                               | ニュージーランド | ○4-2 | キリンチャレンジカップ2014              |
| 38. | 2014年3月5日   | 東京都         | 国立霞ヶ丘競技場                               | ニュージーランド | ○4-2 | キリンチャレンジカップ2014              |
| 39. | 2014年6月24日  | クイアバ       | アレーナ・パンタナール                         | コロンビア       | ●1-4 | 2014 FIFAワールドカップ                 |
| 40. | 2014年11月18日 | 大阪府         | 大阪長居スタジアム                             | オーストラリア   | ○2-1 | キリンチャレンジカップ2014              |
| 41. | 2015年1月12日  | ニューカッスル | ニューカッスル・スタジアム                     | パレスチナ       | ○4-0 | AFCアジアカップ2015                     |
| 42. | 2015年3月27日  | 大分県         | 大分スタジアム                                 | チュニジア       | ○2-0 | キリンチャレンジカップ2015              |
| 43. | 2015年3月31日  | 東京都         | 東京スタジアム                                 | ウズベキスタン   | ○5-1 | JALチャレンジカップ2015                 |
| 44. | 2015年6月11日  | 神奈川県       | 横浜国際総合競技場                             | イラク           | ○4-0 | キリンチャレンジカップ2015              |
| 45. | 2015年9月8日   | テヘラン       | アザディ・スタジアム                           | アフガニスタン   | ○6-0 | 2018 FIFAワールドカップ・アジア2次予選  |
| 46. | 2015年9月8日   | テヘラン       | アザディ・スタジアム                           | アフガニスタン   | ○6-0 | 2018 FIFAワールドカップ・アジア2次予選  |
| 47. | 2015年10月8日  | マスカット     | シーブ・スタジアム                             | シリア           | ○3-0 | 2018 FIFAワールドカップ・アジア2次予選  |
| 48. | 2016年3月24日  | 埼玉県         | 埼玉スタジアム2002                             | アフガニスタン   | ○5-0 | 2018 FIFAワールドカップ・アジア2次予選  |
| 49. | 2016年6月3日   | 愛知県         | 豊田スタジアム                                 | ブルガリア       | ○7-2 | キリンカップサッカー2016                |
| 50. | 2017年3月28日  | 埼玉県         | 埼玉スタジアム2002                             | タイ             | ○4-0 | 2018 FIFAワールドカップ・アジア3次予選  |

## タイトル

### チーム
レスター・シティFC
- プレミアリーグ：1回（2015-16）

SDウエスカ
- セグンダ・ディビシオン：1回（2019-20）

## 受賞歴
- Jリーグベストイレブン：2009年
- 国際サッカー歴史統計連盟(IFFHS)世界得点王：2009年
- SPOX ブンデスリーガ年間ベストイレブン：2014年
- アジア国際最優秀選手賞：2016年
- ベスト・フットボーラー・イン・アジア：2016年
- ウエスカ年間最優秀選手：2020年
- ウエスカ年間最優秀ゴール：2020年

## テレビ出演
- 『プロフェッショナル 仕事の流儀』 NHK総合（2017年6月12日）[97]。

## CM
- ACジャパン（2011年）
- マツダ・デミオ 仲間 篇（長友佑都と共演）（2011年）
- アサヒオフ/イタリア編（長友佑都、清武弘嗣と共演）（2013年4月~）
- アサヒオフ/ソーセージ編（長友佑都、清武弘嗣と共演）（2013年7月~）

## 著書
- 『鈍足バンザイ！　僕は足が遅かったからこそ、今がある。』幻冬舎、2014年4月。ISBN 978-4344025608。
- 『未到　奇跡の一年』KKベストセラーズ、2016年6月。ISBN 978-4584125243。
- 『岡崎慎司 カラダ覚醒メソッド』学研プラス、2016年10月。ISBN 978-4058006757。